# Superpuchar Chorwacji w piłce siatkowej mężczyzn
Superpuchar Chorwacji w piłce siatkowej mężczyzn – cykliczne rozgrywki w piłce siatkowej organizowane corocznie przez Chorwacki Związek Piłki Siatkowej (Hrvatski odbojkaški savez, HOS), w których rywalizują ze sobą mistrz i zdobywca Pucharu Chorwacji. 
Mecz o siatkarski Superpuchar Chorwacji jak dotychczas rozegrany został dwa razy: w 2016 i 2017 roku. W obu przypadkach rywalizowały ze sobą HAOK Mladost Zagrzeb i OK Mladost Ribola Kaštela, a zwycięsko wychodziła drużyna z Zagrzebia.

## Historia

### Superpuchar 2016
Pierwszy mecz o Superpuchar Chorwacji odbył się 12 października 2016 roku w miejskiej hali sportowej w miejscowości Kaštel Stari. Zagrały w nim dwa kluby: mistrz Chorwacji w sezonie 2015/2016 – OK Mladost Ribola Kaštela oraz zdobywca Pucharu Chorwacji w tym sezonie – HAOK Mladost Zagrzeb.
Pierwszy Superpuchar zdobył HAOK Mladost Zagrzeb, zwyciężając 3:1 (27:25, 29:31, 25:20, 27:25). Najlepszym graczem spotkania wybrany został zawodnik zespołu z Zagrzebia – Marko Sedlaček. Nagrody indywidualne otrzymali także: Krunoslav Strahija jako najlepszy rozgrywający oraz Krešimir Prlić jako najlepszy przyjmujący (obaj z HAOK Mladost Zagrzeb), a także Ivan Ćosić jako najlepszy środkowy oraz Hrvoje Pervan jako najlepszy libero (obaj z OK Mladost Ribola Kaštela).
Przed meczem o superpuchar mężczyzn odbyło się spotkanie o to trofeum w kategorii kobiet. OK Marina Kaštela pokonał w nim HAOK Mladost 3:2 (14:25, 25:21, 25:23, 14:25, 15:11).

### Superpuchar 2017
Drugi mecz o Superpuchar Chorwacji odbył się 5 października 2017 roku w miejskiej hali sportowej w miejscowości Kaštel Stari. Tak samo jak w poprzedniej edycji zagrały w nim: OK Mladost Ribola Kaštela i HAOK Mladost Zagrzeb – odpowiednio jako mistrz Chorwacji w sezonie 2016/2017 oraz zdobywca Pucharu Chorwacji w tym sezonie.
Po raz drugi z rzędu Superpuchar zdobył HAOK Mladost Zagrzeb, pokonując OK Mladost Ribola Kaštela 3:1 (25:19, 21:25, 25:19, 25:15).

## Lista meczów
| Edycja | Data       | Miejsce spotkania                      | 1. miejsce                                        | 2. miejsce                                   | Wynik spotkania                  |
| ------ | ---------- | -------------------------------------- | ------------------------------------------------- | -------------------------------------------- | -------------------------------- |
| 1      | 12.10.2016 | Gradska sportska dvorana, Kaštel Stari | HAOK Mladost Zagrzeb (Zdobywca Pucharu Chorwacji) | OK Mladost Ribola Kaštela (Mistrz Chorwacji) | 3:1 (27:25, 29:31, 25:20, 27:25) |
| 2      | 5.10.2017  | Gradska sportska dvorana, Kaštel Stari | HAOK Mladost Zagrzeb (Zdobywca Pucharu Chorwacji) | OK Mladost Ribola Kaštela (Mistrz Chorwacji) | 3:1 (25:19, 21:25, 25:19, 25:15) |

## Bilans klubów
| Klub                 | złoto | srebro |
| -------------------- | ----- | ------ |
| HAOK Mladost Zagrzeb | 2     | 0      |
| OK Mladost Kaštela   | 0     | 2      |